# 마에드로스
마에드로스(Maedhros)는 《실마릴리온》의 등장인물이다. 그는 태양의 1시대에 활약한 동벨레리안드의 놀도르 군주다.

## 생애
그는 모르고스에 의해 핀웨가 살해되고 실마릴이 강탈당하기 전까지 발리노르의 요정 중 하나로서 평탄한 삶을 보냈으나, 페아노르의 맹세를 맺고 아버지를 따라 가운데땅으로 가면서 그의 공적이자 죄가 되는 주된 행적을 본격적으로 남겼다.
고스모그에게 페아노르가 살해되기 전까지 측근으로서의 역할만 맡았으나, 페아노르의 죽음 이후 페아노리안의 리더로 다고르 브라골라크, 니르나에스 아르노에디아드 등의 전쟁에서 활약한다. 대부분의 행적은 북동쪽 벨레리안드에서 모르고스에게 대항하는 중심 역할을 수행이었다.
발리노르의 군세에 모르고스가 몰락 후, 유일하게 생존 중인 동생 마글로르와 함께 에온웨의 진영에 잠입해 실마릴을 되찾았으나 실마릴로부터 자신이 거부된 것을 알고 땅의 화염속에 실마릴을 품고 자기를 내던져 자살한다.

## 기타
어머니 네르다넬의 붉은 머리카락을 지녔고, 성격도 동생 마글로르처럼 모친을 많이 닮았다고 전해진다. 등장인물 서로간의 사적인 관계에 언급이 거의 없는 작중에서 핑골핀의 장남 핑곤과 사촌이면서 절친으로 그와의 우정에 대한 서술이 잦다.